# غوردون براونينج
غوردون براونينج هو محامي وقاضي وسياسي أمريكي، ولد في 22 نوفمبر 1889 في مقاطعة كارول في الولايات المتحدة، وتوفي في 23 مايو 1976 في هانتينغدون في الولايات المتحدة. نشط حزبياً في الحزب الديمقراطي. وقد انتخب حاكم تينيسي ‏ وانتخب عضو مجلس النواب الأمريكي ‏.